# 笑いによる失神
笑いによる失神（わらいによるしっしん、英: Laughter-induced syncope）は、稀ながら認識されている状況的失神の形態であり、病態生理学的には咳性失神と同様の起源を持つ可能性が高い。

## 解説
ある患者がコメディドラマ「となりのサインフェルド」を見ているときに発生したと報告された1件の症例は、となりのサインフェルド失神と命名された。
笑いによる失神は、強い感情、特に笑いによって引き起こされる突然の筋緊張の喪失であるカタプレキシーと混同されるべきではないとされ、失神と違う点は、ナルコレプシー患者の65～75% に影響を与える脱力発作なら、意識を失うことはない点である。
本日に至るまで、笑いによる失神の事例は、ほとんど医学文献に記載されていない。